# セルジオ・ティエンポ
セルヒオ・ティエンポ（Sergio Tiempo, 1972年2月24日 - ）は、アルゼンチンのピアニスト。 日本では、スペイン語読みではなくポルトガル語読みで「セルジオ」と呼ばれている。

## 経歴
ベネズエラのカラカスで生まれる。ピアノ教師であった母リルの手解きで、わずか2歳からピアノを始め、3歳でデビュー、4歳でアルゼンチンのテレビ番組で神童ピアニストとして取り上げられた。7歳でフランスやロンドンでデビューを果たす。
1980年、8歳でイーリング音楽祭において特別に表彰される。1986年にはアレックス・デ・フリース賞を受賞し、コンセルトヘボウにおけるリサイタルのライブ録音が発表された。
この間に、マリア・クルチオ、ピエール・サンカン、ミシェル・ベロフ、ディミトリー・バシキーロフ、フー・ツォン、ネルソン・フレイレ、マレイ・ペライア、ディートリヒ・フィッシャー＝ディースカウらに師事。マルタ・アルゲリッチは指導者としてだけでなく、長年にわたる友人として現在もティエンポを支持している。
1986年にその名が急浮上してから、欧米の巨大音楽ホールにおけるリサイタルや音楽祭への積極的な参加、日本における頻繁な演奏旅行など、世界中で定期的に演奏活動や録音活動を続けてきた。5歳上の姉カリン・レヒナーとも共演を続けている。ミッシャ・マイスキーは、その娘がティエンポの母リルに入門していたことが縁となり、ティエンポを最近の室内楽演奏のパートナーに迎えるようになった。
ビクター音楽産業と契約して積極的な録音を行った時期があり、とりわけショパンの『前奏曲集』作品28や『ピアノ・ソナタ第2番』の独創的な解釈は好評を呼んだ。その後の録音活動は下火になりつつあるものの、EMIには、ラヴェルの『夜のガスパール』とムソルグスキーの『展覧会の絵』を録音して、やはり高い評価を得ている。

## 脚註
1. ↑  吉澤ヴィルヘルム『ピアニストガイド』青弓社、印刷所・製本所厚徳所、2006年2月10日、26ページ、ISBN 4-7872-7208-X
2. ↑  “アーカイブされたコピー”. 2007年9月27日時点のオリジナルよりアーカイブ。2007年5月21日閲覧。